# Тест Ґалеацці
Тест Ґалеацці, також відомий як тест Ґалеацці-Еліс, проводиться як елемент фізикального обстеження при вивиху стегна, в першу чергу як пробу на вроджену дисплазію кульшового суглоба. Проводиться згинанням колін немовляти в позиції лежачи на спині так, щоб ступні торкалися поверхні, а щиколотки торкались сідниць. Якщо коліна не на одному рівні, це вказує на потенційну вроджену ваду розвитку кульшового суглоба.
Згідно з Дорландом, симптом Ґалеацці — це видиме вкорочення стегна при вродженому вивиху стегна. Демонструється різницею рівнів колін пацієнта, який лежить на рівному столі із зігнутими під прямим кутом колінами і стегнами; тобто приблизно те саме, що й тест Ґалеацці.